# Nowe Potaźniki
Nowe Potaźniki – kolonia w Polsce położona w województwie wielkopolskim, w powiecie konińskim, w gminie Krzymów.